# Krisztina Magát
Krisztina Magát (2 de marzo de 1989) es una deportista húngara que compite en halterofilia. Ganó tres medallas en el Campeonato Europeo de Halterofilia entre los años 2013 y 2018.

## Palmarés internacional
| Campeonato Europeo | Campeonato Europeo | Campeonato Europeo | Campeonato Europeo |
| Año                | Lugar              | Medalla            | Categoría          |
| ------------------ | ------------------ | ------------------ | ------------------ |
| 2013               | Tirana (Albania)   | Medalla de bronce  | +75 kg             |
| 2017               | Split (Croacia)    | Medalla de bronce  | +90 kg             |
| 2018               | Bucarest (Rumania) | Medalla de plata   | +90 kg             |